# Jean de Malestroit

Francés : Juan de Malestroit 1695

Jean de Malestroit fue un pseudocardenal que sirvió como obispo de la diócesis católica romana de Nantes desde el 17 de julio de 1419 hasta 1443 d. C., fecha en que renunció.

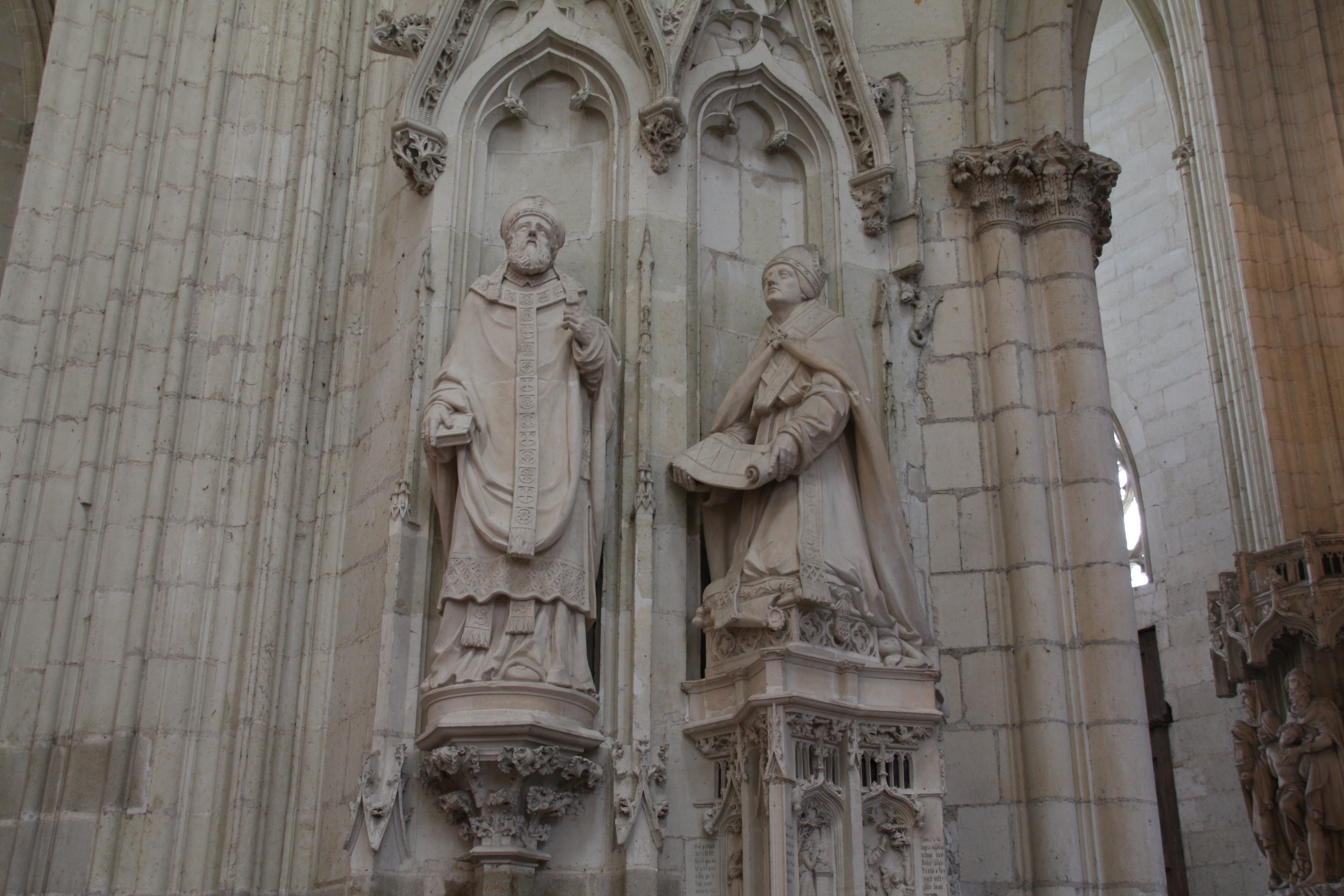
Estatua contemporánea de Jean de Malestroit (derecha)

Nacido en 1375 en Châteaugiron en el ducado de Bretaña, Jean de Malestroit fue el sexto hijo conocido de Jean de Châteaugiron, señor de Malestroit y Largoët que murió en 1374 y su segunda esposa Jeanne Dol Dame de Combourg. Es también medio hermano de Thibaud Malestroit (fallecido en 1408), quien fue obispo de Tréguier en 1378 y de Quimper en 1383. 

## Vida
Jean de Malestroit fue archidiácono de la diócesis de Nantes. Fue elegido obispo de Saint-Brieuc en 1405 y luego se unió al Consejo Privado de Juan VI, duque de Bretaña y se convirtió en Gobernador General de las finanzas de Bretaña en 1406. Fue primer presidente de la Cámara de Cuentas de Bretaña a principios de 1408, luego canciller, duque y tesorero receptor general del ducado de Bretaña unos meses más tarde. Fue trasladado a la diócesis de Nantes el 17 de julio de 1419.
En su rol como obispo de Nantes, emprendió, junto al duque Juan V, la construcción de la actual catedral de San Pedro y San Pablo. El hijo del duque Juan VI y el obispo colocaron la primera piedra el 14 de abril de 1434. También construyó el Château-Gaillard (Vannes).

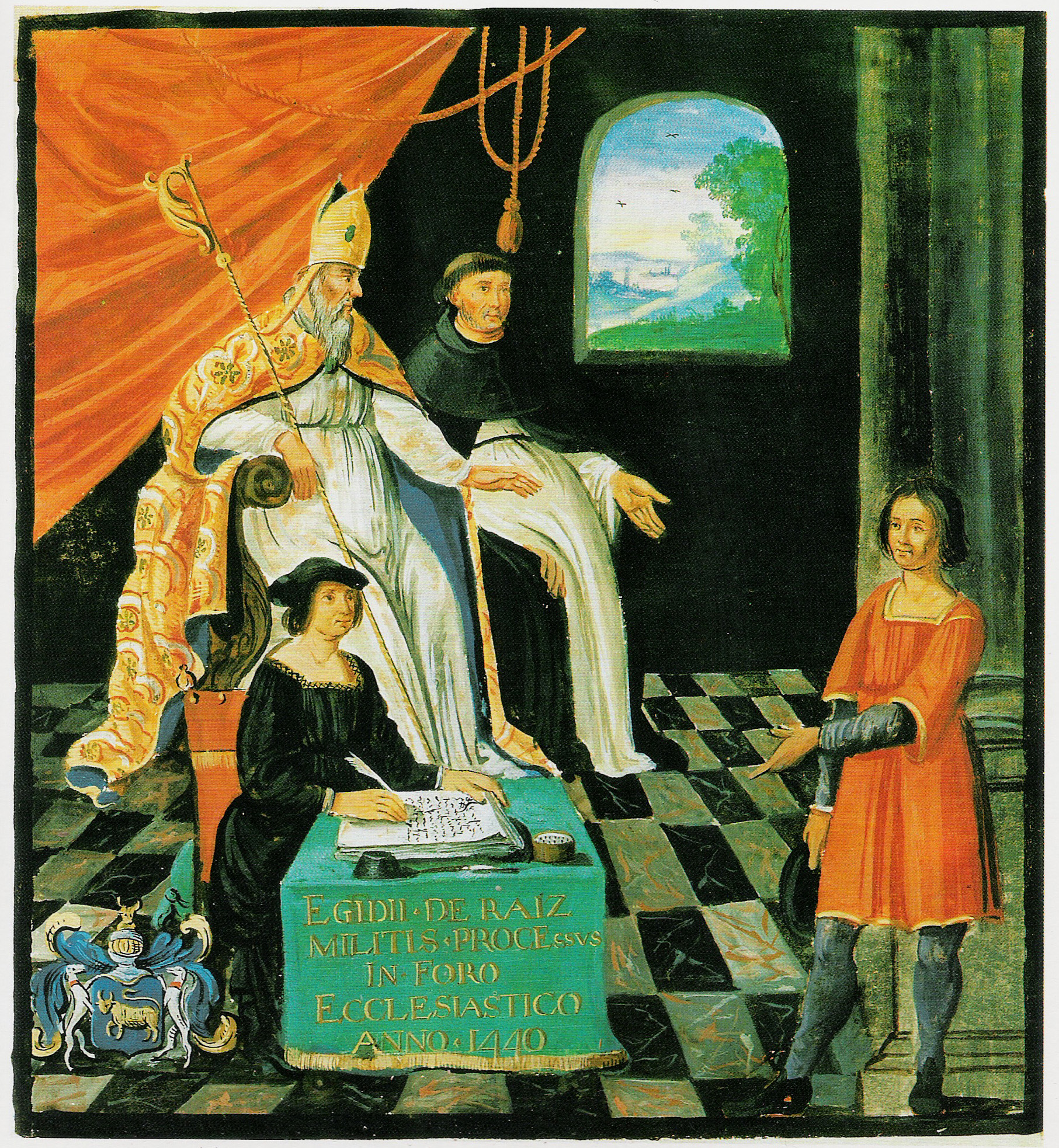
Proceso contra Gilles de Rais

Posteriormente, presidió el proceso eclesiástico de Gilles de Rais en octubre de 1440 en Nantes. 

Blasón de Jean de Malestroit.
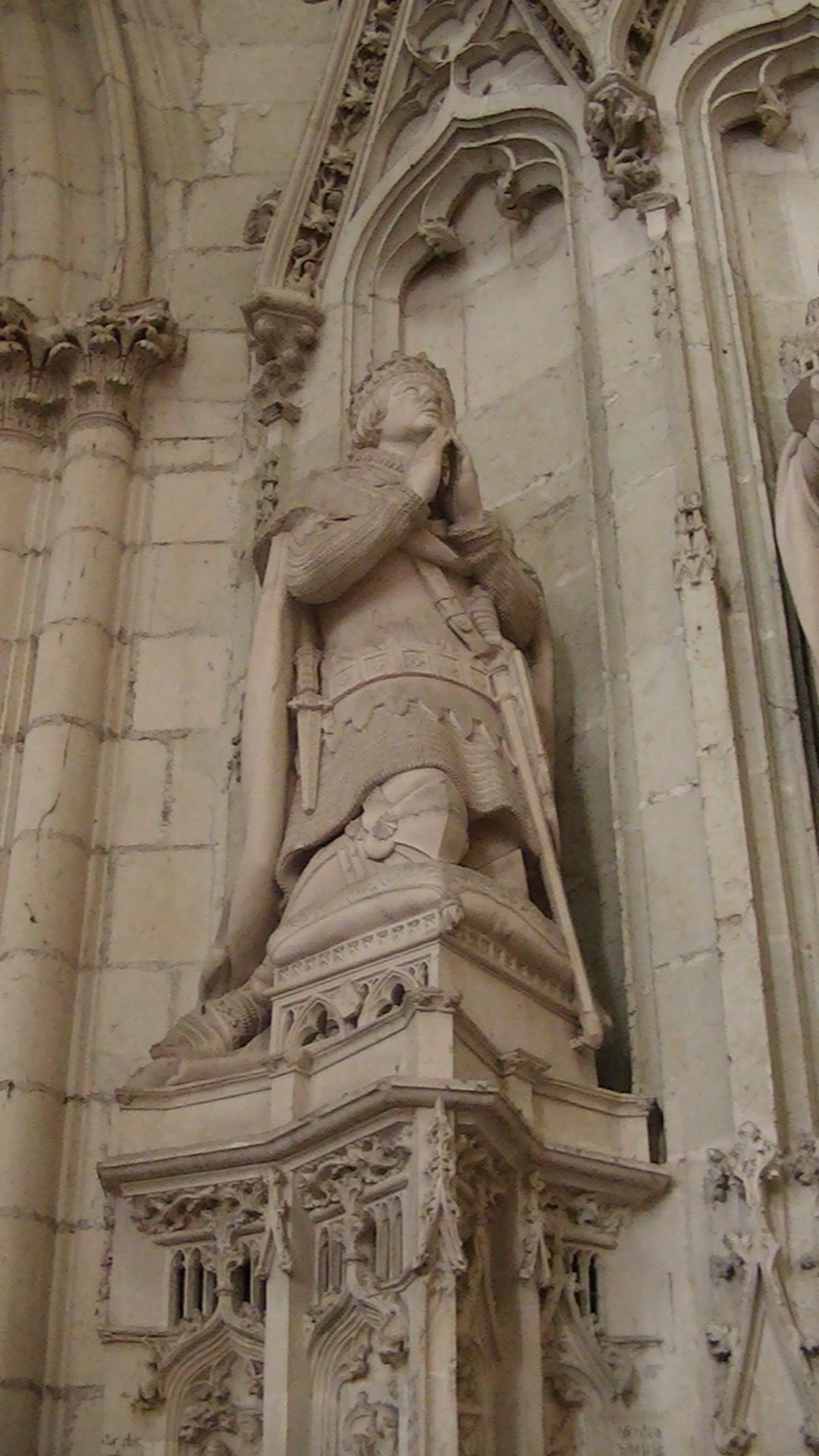
Estatua de Juan V de Bretaña.
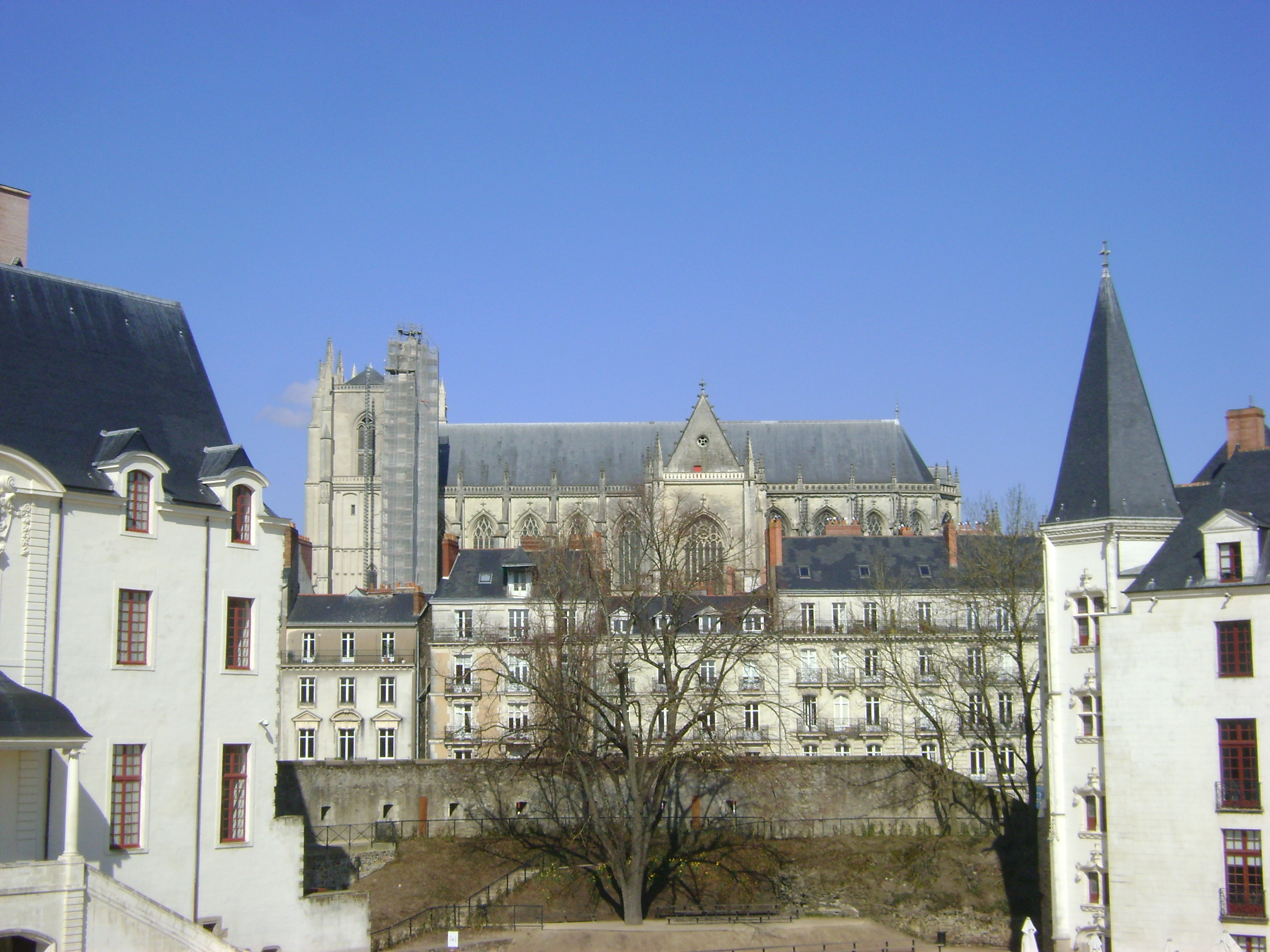
Catedral de Nantes.

## Anticardenal
El antipapa Félix V lo nombró cardenal el 12 de noviembre de 1440  y murió el 13 de septiembre de 1443. 

## Sucesor
De Malestroit fue sucedido por su sobrino Guillermo, quien fue obispo desde el 14 de junio de 1443 hasta 1461. Guillermo era hijo del hermano de Juan, Guillermo de Malestroit, y de su esposa Margarita de Quintin. Guillermo había sido decano de Saint-Malo cuando sucedió a su tío, pero su desempeño fue considerado autoritario y torpe. Dimitió de su cargo a finales del año 1461 y se convirtió en arzobispo de Tesalónica, debido, según se afirma, a su negativa a prestar juramento de fidelidad al duque. Murió el 17 de agosto de 1491.